# هيروشي أراكي
هيروشي أراكي (باليابانية: 荒木博志 ) (و. القرن 20  م) هو عالم فلك ياباني. عمل في المرصد الفلكي الوطني لمرصد "ميزوساوا في إل بي أي" (بالإنجليزية: Mizusawa VLBI)‏ الياباني في أوشو، وكان القائد الفرعي لفريق العلوم لبعثة (بالإنجليزية: MUSES-C)‏. وقد اكتشف ثلاثة كويكبات.